# Ash-Shuhada
Ash-Shuhada, en arabe : مثلث الشهداء, est un village du gouvernorat de Jénine en Palestine, dans le nord de la Cisjordanie. Il est situé à 5 kilomètres au sud-ouest de Jénine. Selon le recensement du Bureau central palestinien des statistiques, la localité compte une population de 2 299 habitants en 2017.